# Osella anomala
Osella anomala är en insektsart som beskrevs av Evans 1972. Osella anomala ingår i släktet Osella och familjen dvärgstritar. Inga underarter finns listade i Catalogue of Life.